# 燕・古朝鮮戦争
燕・古朝鮮戦争（えん・こちょうせんせんそう）は、紀元前4世紀後半、封建諸侯国の燕による古朝鮮への侵攻。軍事作戦は、秦開が主導した。侵攻は、燕による遼東半島の征服に帰着した。
燕は、紀元前222年に秦の秦王政（後の始皇帝）に滅ぼされるまで、現在の河北省を根拠地に南満州から北朝鮮まで勢力範囲に収めていた。燕は、内地からの避難民をかかえこみ、これを利用して満州南部や朝鮮半島に進出した。
燕が秦に滅ぼされると、亡命者が満州や朝鮮に流入した。秦の始皇帝が中国を統一した際、紀元前226年に燕の国都の薊を陥れ、逃亡する燕王喜たちを追跡して遼東に進み、5年目に捕虜としたとき、多数の燕の遺民たちが朝鮮半島に逃げこんだことは疑いない。
秦の末年から前漢の初めにかけても、戦乱を避けて大量の難民が朝鮮へ移動した。秦が滅び楚漢戦争が始まると、中国人の流入者はますます多くなり、衛氏朝鮮を建国した衛満が中国から亡命して平壌に都を定め、朝鮮国を建国したのはこのような地盤があったからである。